# Jampil (Kyjevská oblast)
Jampil (ukrajinsky Ямпіль) je bývalá obec na Ukrajině v Ivanovském rajónu Kyjevské oblasti. Do roku 1986 byla obec součástí Černobylského rajónu.